# Таконне, Туссен Гаспар
Туссен Гаспар Таконне (фр. Toussaint-Gaspard Taconet; 4 июля 1730, Париж — 29 декабря 1774, там же) — французский актёр и драматург.

## Биография
Сын плотника. С молодости сочинял стихи и песни.
Сначала был рабочим в театре «Комеди Франсез», затем, потеряв работу из-за неуклюжести, совершенной из-за чрезмерного употребления алкоголя, нанялся на работу в театр «Опера комик». Был суфлёром в «Опера комик» и «Комеди Франсез».
Позже, поступил актёром в Парижский ярмарочный театр, основанный в 1759 году Ж. Б. Николе, куда стал привлекать толпы зрителей. Создал маску башмачника — центрального персонажа пьесок, построенных на импровизационном использовании «простонародного» жаргона. Особенно хорош был в комических ролях ремесленников и пьяниц, исполнению которых учились у него выдающиеся артисты.
Автор около 80 таких пьес: «Башмачник-адвокат», «Башмачник-дворянин», «Влюблённый-башмачник», «Шелушильщицы с рынка» и др.
Написал множество фарсов и комедий, рассчитанных на вкус простонародья и шедших в театре его друга Николе; в числе его пьес имеется, между прочим, пародия на «Шотландку» Вольтера. Маленькие театры охотно исполняли его многочисленные веселые комедии и фарсы.
Играл также в пьесах других авторов («Разбогатевший босяк», «Калека» и др.). Амплуа — комик. Популярность Т. Таконне была так велика, что вскоре после смерти он стал героем нескольких пьес — «Таконне и Превиль», «Таконне у Рампонно», «Таконне, или Актёр бульваров» (здесь главную роль играл Фредерик Леметр, 1852, театр «Варьете») и др.
Таконне умер в больнице Шарите от увечий, полученных при падении.

## Избранные произведения
- «Jérôme à Fanchonette, héroide» (1759);
- «La petite écossaise» (1760, пародия на Вольтера);
- «Almanach chantant» (1761);
- «Mémoires d’une frivolité» (1761);
- «L’ami de tout le monde» (1762);
- «La mort du boeuf gras» (1767).